# Boulder Creek Park
Boulder Creek Park är en park i Kanada.   Den ligger i provinsen British Columbia, i den centrala delen av landet, 3 700 km väster om huvudstaden Ottawa. Boulder Creek Park ligger 545 meter över havet.
Terrängen runt Boulder Creek Park är varierad. Trakten runt Boulder Creek Park är nära nog obefolkad, med mindre än två invånare per kvadratkilometer.. Närmaste större samhälle är New Hazelton, 19,5 km nordväst om Boulder Creek Park.
I omgivningarna runt Boulder Creek Park växer i huvudsak blandskog.